# Robert Randolph and the Family Band

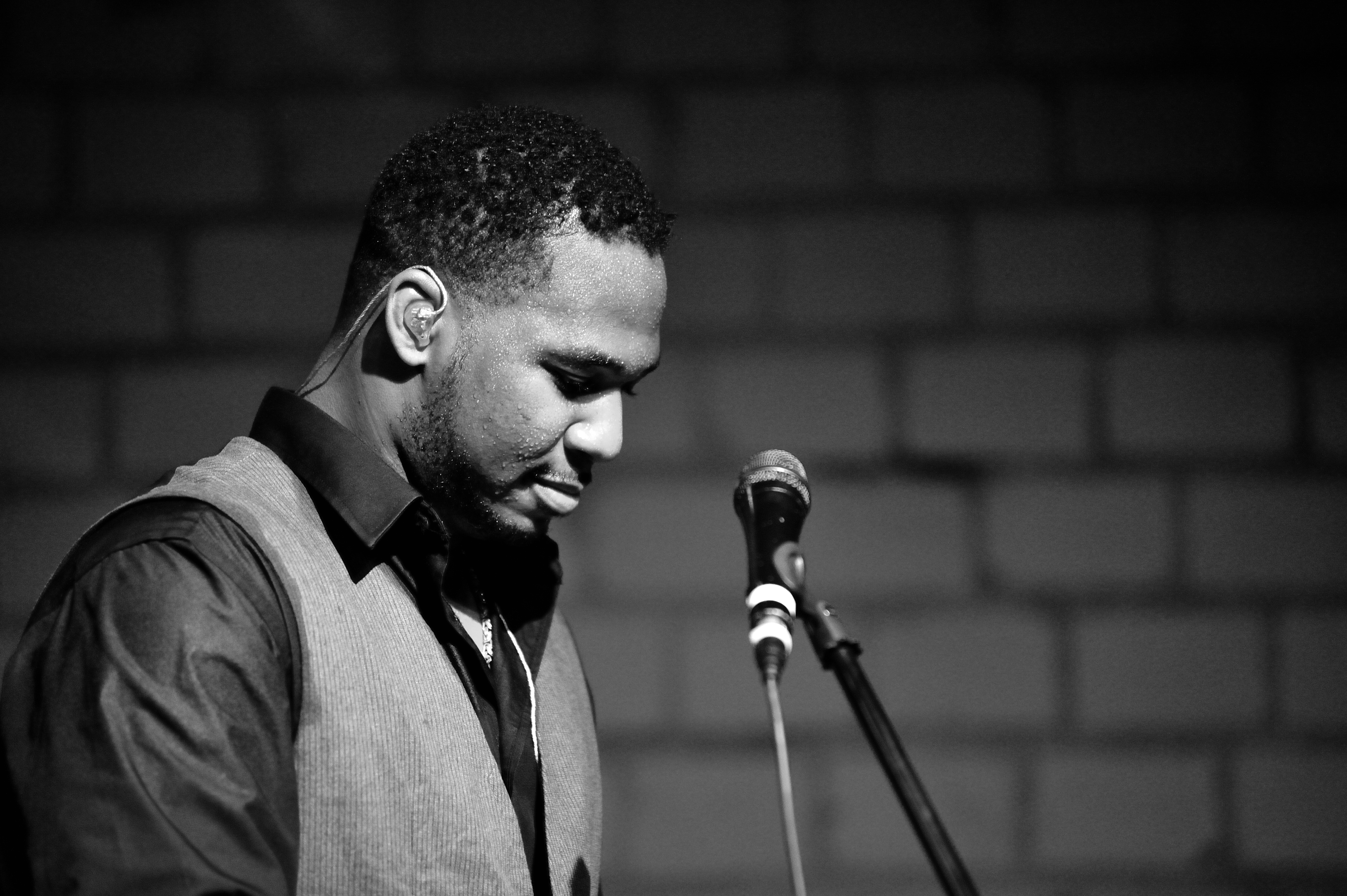
Robert Randolph am 17. Juli 2013 in der Blues Garage Isernhagen

Robert Randolph and the Family Band sind eine multikulturelle US-amerikanische Funk- und Soulband des Bandleaders und Pedal-Steel-Gitarristen Robert Randolph. Die anderen Bandmitglieder sind unter anderen Schlagzeuger Marcus Randolph, Bassist Danyel Morgan, Sängerin Lenesha Randolph und einer der rotierenden Rhythmus-Gitarristen: Joey Williams von den Blind Boys of Alabama, Adam Smirnoff „Shmeeans“ und Roberts Cousin Ray-Ray. Jason Crosby (Keyboards und Violine) ist ein früheres Mitglied.

## Film- und Fernsehbeiträge
- Daddy ohne Plan – Ain't Nothing Wrong with That
- Stomp the Yard – Ain't Nothing Wrong with That
- Grey’s Anatomy – Ain't Nothing Wrong with That
- NBA on ABC – We Got Hoops
- Saturday Night Football – Thrill of It
- NBA Live 07 – Thrill of It
- Malcolm mittendrin – Going in the Right Direction
- Subway-Werbespots – Ain't Nothing Wrong with That
- Discovery Channel – Ain't Nothing Wrong with That

## Gast-Auftritte
- Oh My Lord – Ringo Starr auf Choose Love
- Trinity – Santana auf All That I Am
- I Am an Illusion – Rob Thomas auf Something to Be
- Mas Y Mas – Los Lobos auf Live at the Fillmore (DVD-Version)
- Mission Temple Fireworks Stand – Sawyer Brown auf Mission Temple Fireworks Stand
- Out in the Woods und That's My Home – Buddy Guy auf Skin Deep
- The Good Life – Rachael Lampa auf Rachael Lampa
- Lay Lady Lay – Buddy Guy auf Bring 'Em In
- Crosstown Traffic – Soulive auf Break Out
- Cissy Strut, Ruler of My Heart und Tell It Like It Is – Dirty Dozen Brass Band auf Medicated Magic
- Train's A Comin’ – JD & the Straight Shot auf Right On Time
- Exodus und Louisiana Bayou – Dave Matthews Band auf Complete Weekend on the Rocks
- Otherside – Third Day auf Revelation
- Sympathy for the Devil – Ozzy Osbourne auf Under Cover / Prince Of Darkness

## Andere Auftritte
2009 brachte Robert Randolph zusammen mit The Clark Sisters eine Version des Songs Higher Ground auf dem Compilation-Album Oh Happy Day: An All-Star Music Celebration heraus.
2023 nahm er an Eric Claptons "Crossroads Guitar Festival" teil.

## Diskografie
- Live at the Wetlands, September 2002
- Unclassified, August 2003
- Colorblind, Oktober 2006
- We Walk This Road, Juni 2010
- Lickety Split, Juli 2013
- Got Soul, Februar 2017
- Brighter Days, August 2019